# Поляризація діелектриків
Поляризáція діелéктрика — перерозподіл електричних зарядів у діелектрику під впливом зовнішнього електричного поля.
На відміну від провідника, електричне поле проникає в діелектрик, де, внаслідок зміщення зарядів виникає внутрішнє електричне поле, яке протидіє зовнішньому електричному полю. Тому на границях діелектрика виникають поверхневі заряди.
При знятті зовнішнього електричного поля діелектрична поляризація зазвичай зникає. Однак існують речовини, що можуть зберігати наведену поляризацію. Їх називають електретами.
Кількісно діелектричну поляризацію одиниці об'єму діелектрика описує вектор поляризації, а зменшення напруженості електричного поля всередині діелектрика — поляризовність та діелектрична проникність.
У зовнішньому електричному полі на діелектрик внаслідок зміщення зарядів діють сили, які називають пондеромоторними.

## Огляд

Схематичне зображення орієнтації диполів у діелектричному середовищі під впливом електричного поля

На відміну від провідника, електричне поле проникає в діелектрик. Ця відмінність спричинена тим, що в діелектрику нема вільних електричних зарядів, всі внутрішні заряди зв'язані, а тому під впливом поля можуть лише зміщуватися на невелику віддаль. У результаті цих зміщень виникає внутрішнє електричне поле, що протидіє зовнішньому електричному полю. Відповідно на границях діелектрика виникають поверхневі заряди.
Поляризацію діелектриків характеризує поляризованість. Цей вектор нерідко називають «вектором електричної поляризації». Фізичний зміст поляризованості — це дипольний момент, віднесений до одиниці об'єму діелектрика. В англійській мові і поляризацію (англ. polarization) і поляризованість (англ. polarization density, polarization vector) нерідко коротко позначають терміном polarization (тому виходить, що один термін означає і явище, і його кількісний показник).
Розрізняють поляризацію, наведену в діелектрику під дією зовнішнього поля, і спонтанну (мимовільну) поляризацію, яка виникає в сегнетоелектриках за відсутності зовнішнього поля. У деяких випадках поляризація діелектрика (сегнетоелектрика) відбувається під дією механічної напруги, сил тертя або внаслідок змінення температури.
Поляризація не змінює сумарного заряду в будь-якому макроскопічному об'ємі всередині однорідного діелектрика. Однак вона супроводжується появою на поверхні зв'язаних електричних зарядів із деякою поверхневою густиною σ. Ці зв'язані заряди створюють у діелектрику додаткове макроскопічне поле з напруженістю {\displaystyle \mathbf {E} _{1}}, спрямоване проти зовнішнього поля із напруженістю {\displaystyle \mathbf {E} _{0}}. Як наслідок, напруженість поля {\displaystyle \mathbf {E} } всередині діелектрика виражається рівністю {\displaystyle \mathbf {E} =\mathbf {E} _{0}-\mathbf {E} _{1}}.
Аналогом електричної поляризації у сфері магнетизму є ефект намагнічування, що характеризується вектором намагніченості.

## Типи поляризації
Залежно від механізму поляризації, поляризацію діелектриків можна поділити на такі типи:
Поляризація діелектриків (за винятком резонансної) максимальна у статичних електричних полях. У змінних полях через наявність інерції електронів, іонів та електричних диполів вектор електричної поляризації залежить від частоти.

## Механізми поляризації
- Індукована електричним полем
  - Пружна (деформаційна)
  - Теплова (стрибкова)
  - Об'ємно-зарядна (міграційна)

Порівняльні параметри різних типів поляризації
| Поляризація                  | Зміщення частинок, нм, у полі {\displaystyle 10^{6}} В/м | Час релаксації, с                 | Концентрація частинок {\displaystyle {\text{м}}^{-3}} |
| Пружна (зміщення)            | {\displaystyle 10^{-6}}                                  | {\displaystyle 10^{-12}-10^{-16}} | {\displaystyle 10^{28}}                               |
| Теплова (стрибкова)          | {\displaystyle 0,5}                                      | {\displaystyle 10^{-6}-10^{-10}}  | {\displaystyle 10^{25}}                               |
| Об'ємно-зарядна (міграційна) | {\displaystyle 10^{6}}                                   | {\displaystyle 10^{4}-10^{-4}}    | {\displaystyle 10^{23}}                               |

- Викликана неелектричним впливом
  - П'єзополяризація
  - Пірополяризація
  - Фотополяризація
- Яка існує без зовнішніх впливів
  - Спонтанна
  - Залишкова

## Залежність поляризованості від зовнішнього поля

### У постійному полі

#### У слабких полях
У постійному або досить повільно змінному з часом зовнішньому електричному полі за досить малої величини напруженості цього поля, вектор поляризації (поляризованість) P, як правило (винятками є сегнетоелектрики), лінійно залежить від вектора напруженості поля E:
{\displaystyle \mathbf {P} =\chi \mathbf {E} } (у системі СГС),
{\displaystyle \mathbf {P} =\varepsilon _{0}\chi \mathbf {E} } (у Міжнародній системі одиниць (SI); далі формули в цьому параграфі наведено тільки в СГС, формули в SI і далі відрізняються лише наявністю електричної сталої {\displaystyle \varepsilon _{0}})
де {\displaystyle \chi } — коефіцієнт, що залежить від хімічного складу, концентрації, структури (у тому числі від агрегатного стану) середовища, температури, механічних напруг і т. д. (від одних факторів сильніше, від інших — слабше, і залежно від діапазону змін кожного), і званий (електричною) поляризовністю (а частіше, принаймні в разі вираження скаляром, діелектричною сприйнятливістю) даного середовища. Для однорідного середовища фіксованого складу та структури у фіксованих умовах її можна вважати сталою. Однак, у зв'язку з усім сказаним вище, загалом {\displaystyle \chi } залежить від точки простору, часу (явно чи через інші параметри) тощо.
Для ізотропних рідин, ізотропних твердих тіл або кристалів досить високої симетрії {\displaystyle \chi } — просто число (скаляр). У загальнішому випадку (для кристалів низької симетрії, під впливом механічних напруг тощо) {\displaystyle \chi } — тензор (симетричний тензор другого рангу, в загальному випадку, невироджений), званий тензором поляризовності. В цьому випадку можна переписати формулу так (у компонентах):
{\displaystyle P_{i}=\sum _{j}\ \chi _{ij}E_{j},}
де величини зі значками відповідають компонентам векторів та тензора, відповідним трьом просторовими координатам.
Можна помітити, що поляризовність — одна з найзручніших фізичних величин для простої ілюстрації фізичного сенсу тензорів та застосування їх у фізиці.
Як і для будь-якого симетричного невиродженого тензора другого рангу, для тензора поляризовності можна вибрати (якщо середовище неоднорідне — тобто тензор залежить від точки простору — то принаймні локально, якщо ж середовище однорідне, то і глобально) т. зв. власний базис — прямокутні декартові координати, в яких матриця {\displaystyle \chi _{ij}} стає діагональною, тобто набуває вигляду, за якого з дев'яти компонентів {\displaystyle \chi _{ij}} відмінними від нуля є лише три: {\displaystyle \chi _{11}}, {\displaystyle \chi _{22}} і {\displaystyle \chi _{33}}. В цьому випадку, позначивши для простоти {\displaystyle \chi _{ii}} як {\displaystyle \chi _{i}}, замість попередньої формули отримуємо простішу
{\displaystyle P_{i}=\chi _{i}E_{i}.}
Величини {\displaystyle \chi _{i}} називають головними поляризовностями (або головними діелектричними сприйнятливостями). Якщо середовище відносно поляризовності ізотропне, то всі три головні поляризовності рівні між собою, а дія тензора зводиться до простого множення на число.

#### У сильних полях
У досить сильних полях все описане вище ускладнюється тим, що зі збільшенням напруженості електричного поля рано чи пізно втрачається лінійність залежності P від E.
Характер нелінійності, що з'являється і характерна величина поля, з якою нелінійність стає помітною, залежить від індивідуальних властивостей середовища, умов тощо.
Можна виділити їхній зв'язок з типами поляризації, описаними вище.
Так для електронної та іонної поляризації в полях, що наближаються до величин порядку відношення потенціалу йонізації до характеристичного розміру молекули U0/D характерне спочатку прискорення зростання вектора поляризації зі зростанням поля (збільшення нахилу графіка P(E)), яке потім плавно переходить у пробій діелектрика.
Дипольна (орієнтаційна) поляризація за звичайно дещо нижчих значень напруженості зовнішнього поля — порядку kT/p (де p — дипольний момент молекули, T — температура, k — стала Больцмана) — тобто коли енергія взаємодії диполя (молекули) з полем стає порівнянною зі середньою енергією теплового руху (за подальшого зростанні напруженості поля повинен рано чи пізно настати сценарій електронної або йонної поляризації, описаний вище, який закінчується пробоєм).

### У залежному від часу полі
Залежність поляризованості від зовнішнього поля, яке швидко змінюється з часом, досить складна. Вона залежить від конкретного виду змінювання зовнішнього поля з часом, швидкості цього змінювання (або, скажімо, частоти коливань) зовнішнього поля, переважного механізму поляризації в даній речовині або середовищі (який також виявляється різним за різних залежностей зовнішнього поля від часу, частот тощо).
За досить повільного змінювання зовнішнього поля поляризація в цілому відбувається як у постійному полі або дуже близько до цього (втім те, наскільки повільним має бути для цього змінювання поля, залежить, і часто дуже сильно, від переважного типу поляризації та інших умов, наприклад температури).
Одним із найпоширеніших підходів до вивчення залежності поляризації від характеру змінного в часі поля є дослідження (теоретичне та експериментальне) випадку синусоїдальної залежності від часу зовнішнього поля і залежності вектора поляризації (також змінюваного в цьому разі за синусоїдальним законом з тією ж частотою), його амплітуди та зсуву фази від частоти.
Кожному механізму поляризації загалом відповідає той чи інший діапазон частот і загальний характер залежності від частоти.
Діапазон частот, у якому є сенс говорити про поляризацію діелектриків як таку, тягнеться від нуля десь до ультрафіолетової ділянки, в якій стає інтенсивною йонізація під дією поля.